# Vinon (Var)
Vinon (en francès Vinon-sur-Verdon) és un municipi francès situat al departament del Var i a la regió de Provença – Alps – Costa Blava.

## Demografia
| 1962                                       | 1968  | 1975  | 1982  | 1990  | 1999  | 2006  |
| ------------------------------------------ | ----- | ----- | ----- | ----- | ----- | ----- |
| 1.204                                      | 1.672 | 1.832 | 2.196 | 2.752 | 2.992 | 3.734 |
| Des de 1962: població sense dobles comptes |       |       |       |       |       |       |

## Administració
| Període   | Identitat         | Partit        |
| --------- | ----------------- | ------------- |
| 1977-1995 | Yves Guis         |               |
| 1995-2008 | Dominique Joubert | UMP           |
| 2008-     | Claude Cheilan    | Divers gauche |